# Pavel Doerov
Pavel Valerjevitsj Doerov (Russisch: Па́вел Вале́рьевич Ду́ров) (Leningrad, 10 oktober 1984) is een ondernemer geboren in Rusland, vooral bekend als de oprichter van het sociale netwerk VK en later Telegram. Hij is de jongere broer van Nikolaj Doerov.

## Levensloop
Pavel Doerov is geboren in Leningrad (nu bekend als Sint-Petersburg), maar bracht het grootste deel van zijn jeugd door in Italië, in de stad Turijn.
Doerov verliet Rusland in 2014 en was niet van plan terug te keren, omdat het land volgens hem in die tijd niet geschikt was voor de internetbusiness.
Hij reist de wereld rond en heeft verschillende nationaliteiten (waaronder Franse en de Russische) om conflicten te vermijden met de verschillende overheden over de sterke encryptie van Telegram.
Op 24 augustus 2024 werd hij gearresteerd toen hij met zijn privéjet landde op Le Bourget. De Franse overheid beschouwt hem medeplichtig aan een reeks criminele feiten wegens een gebrek aan moderatie op Telegram. Op 28 augustus 2024 kwam hij voorwaardelijk vrij mits het betalen van een borgsom van 5 miljoen euro. De interventie van het Franse gerecht, op initiatief van het Franse agentschap Ofmin, zou verband houden met het niet meewerken van Pavel en zijn broer Nikolai aan een onderzoek naar kindermisbruik.